# Rosengarten zu Worms

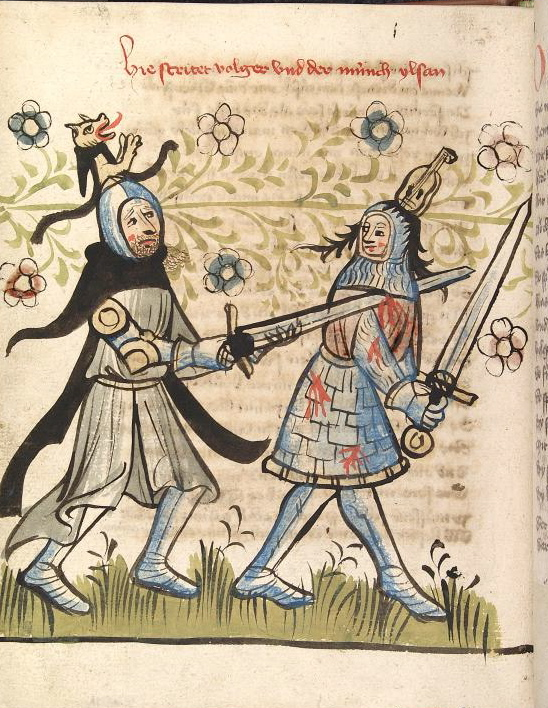
Munken Islan mot Volker von Alzey, från handskriften Cod.Pal.germ.359

Rosengarten zu Worms är en tysk hjältedikt från 1200-talet. Den är även känd som Rosengartenlied och Großer Rosengarten. Handlingen kretsar kring en rosengård som ägs av Krimhild och vaktas av tolv hjältar, varav en är Siegfried. Krimhild bjuder in 12 andra hjältar, anförda av Didrik av Bern, för att utmana de egna hjältarna i en närstridsturnering. I den sista striden ställs Siegfried och Didrik mot varandra.

## Visa
En kortare version av berättelsen återfinns i Skandinavien i visform. En dansk version finns upptecknad av Peder Syv under titeln "Turneringen". På svenska finns tre varianter: "De tålff Starke Kempars Vissa" i Per Brahes visbok, "Om Siwar Snareswen och Unge Hammerlungh" i En vijsebook samt i Bröms Gyllenmärs visbok.